# Glitch Hop
Glitch Hop ist ein Subgenre des Glitches, das mehrere Entwicklungen von elektronischer Tanzmusik (EDM) und Hip-Hop mit den Eigenschaften und der Ästhetik von Glitch-Musik vereint.

## Entwicklung
Die Wurzeln des Glitch Hop lassen sich bis in die späten 1990er Jahre zurückverfolgen, als Künstler und Produzenten elektronischer Musik wie Machinedrum, Prefuse 73 und Push Button Objects begannen, Elemente des Glitch und instrumentale Hip-Hop-Beats zu kombinieren.
In den frühen 2000er Jahren erfuhr Glitch-Hop mit Künstlern wie Flying Lotus einen Popularitäts-Wachstum, wodurch der Fokus des Genres von Hip-Hop zu EDM wechselte. In den späten 2000er Jahren entwickelte sich das Genre in Richtung der bassgetriebenen Klänge des Dubstep und Electro House weiter, wie in Glitch-Hop-Tracks von Künstlern wie GRiZ, KOAN Sound und The Glitch Mob nachvollzogen werden kann.

## Eigenschaften
Glitch Hop wird als recht unbeständiges und freies Genre beschrieben, dass sich aus Einflüssen diverser Musikrichtungen bedient. Die Gemeinsamkeiten belaufen sich auf die typischen Klangartefakte des Glitches, raue Low-End-Texturen, ausgeprägte Breaks und einen charakteristischen Rhythmus der Drum Sequenzen. Das Tempo von Glitch Hop kann zwischen 80 und 130 BPM variieren, häufig, vor allem bei der Kombination mit Dubstep und Elektro, bewegt sich das Durchschnittstempo aber um 110 bis 115 BPM.
Im Vergleich zu den frühen Vertretern zeichnete sich der Glitch Hop der vergangenen Jahre teils durch einen weit aggressiveren Klang aus und bediente sich aus Elementen des Dubstep und dem Drum & Bass-Subgenre Neurofunk (siehe Absatz: Neurohop). Moderner Glitch Hop ist in seinen Einflüssen recht divers, und bedient sich so auch aus weniger verwandten Genren, wie Jazz oder Future Synth.

## Neurohop
Neurohop ist ein Subgenre des Glitch Hop, das Anfang der 2010er Jahre an Bedeutung gewann. Es fügt den EDM-basierten Glitch-Ästhetik die komplexe Basslinien und die dunkle Klangatmosphäre von Neurofunk hinzu.